# معركة الجسورة
معركة الجسورة وقعت في 18 حزيران 1280م في منطقة الجسورة في سوريا بين العسكر المصري بقيادة الأمير عز الدين الأفرم و عسكر الشام بقيادة شَمْسُ الدِّينِ سُنْقُر الْأَشْقَرُ المتلقب باسم "الملك الكامل"، بدعم من أمراء العرب شهاب الدين بن حجي وعيسى بن مهنا. انتهت المعركة بقمع تمرد سنقر الأشقر.

## خلفية
قام المنصور سيف الدين قلاوون بأنهاء حكم الأسرة الظاهرية، مما تسبب بتمرد عليه نائب دمشق الأمير سنقر الأشقر الذي رأي نفسه احق بعرش السلطنة عن المنصور قلاوون فأراد الاستقلال وتكوين سلطنة مستقلة في سوريا فأعلن نفسه سلطاناً على سوريا بلقب الملك الكامل، تقليداً لسلاطين مصر في القاهرة، وقاد موكباً ملكياً في دمشق، وقرأ اسمه في خطب صلاة الجمعة.
ولم يكتف سنقر الأشقر بذلك. فأرسل أيضًا جيشه الشامي ودخل غزة التي تفع عند باب مصر. وتحالف سنقر في ذلك الوقت مع القبائل العربية في غزة والشام. وعندما علم قلاوون بدخول القوات الشامية إلى غزة أمر الجيش المصري بالخروج لقتال الجيش الشامي وملاحقته إلى دمشق وإحباط محاولة انفصال سنقر الأشقر بالشام عن سلطنة مصر.
خرج العسكر المصري والتقى بجيش الأشقر في غزة. في البداية صد الشاميون المصريين، لكن في النهاية حقق العسكر المصري انتصارًا ساحقًا، وانسحبت فلول العسكر الشامي إلى منطقة الرملة في فلسطين، فتقدمت الجيوش المصرية نحو الرملة، وهناك كل القوات الشامية انسحبت من الرملة باتجاه دمشق.

## المعركة
وفي 11 يونيو خرج سنقر مع جنود الشام من دمشق وعسكروا في الجسورة وانتظروا هناك حتى وصل الجيش المصري البالغ عدده 6000 رجل في 16 يونيو بقيادة الأمير علم الدين سنجر. وبعد يومين، في 18 يونيو/حزيران، اندلعت معركة بين الجيشين في الجسورة. وفي بداية المعركة صمد الأشقر في وجه الهجمات المصرية، لكنه فوجئ بفرار قوات دمشق من ساحة المعركة وانضمامهم إلى المصريين. وفي خضم كل هذا، قبل المعركة، كان الأشقر قد اتفق مع القبائل العربية بقيادة عيسى بن مهنا على مهاجمة معسكرات الجيش المصري من الخلف ونهبها من أجل تشتيت المصريين الذين سيتفرقون، لكن وكان قائد الجيش المصري الأمير علم الدين سنجر قائداً عسكرياً متمرساً، فأمر القوات المصرية بعدم النظر إلى الوراء، حتى لو رأوا أن العرب يأخذون ملابسهم من خيامهم، وبذلك يُحبط مخطط سنقر الأشقر.
وبعد ذلك هرب جنود حلب وحماة ومعهم العرب ومعظم جنود الشام من ساحة القتال إلى درجة أن المؤرخ ابن تغري يقول أن جنود الشام اختبأوا في بساتين وحدائق دمشق، ومنهم من هرب إلى بعلبك، فبقي الأمير الثائر سنقر الأشقر وحيداً في ساحة القتال وانهزم.

## ما بعد المعركة
وبعد ذلك توجهت القوات المصرية إلى قلعة دمشق وبشرت أهلها بالأمان. واطمأن أهل دمشق وفتحوا الأبواب، ولم تسجل أي حالة نهب أو أي حالة اعتداء من قبل القوات المصرية تجاه أهل دمشق، مما يوضح أن الصراع كان مع سنقر الأشقر كشخص، ومن تبعه. وتوجه عدد من الأمراء الموالين للأشقر إلى قادة الجيش المصري وأعلنوا ولاءهم لسلطنة مصر المملوكية، ممثلة بالسلطان المنصور سيف الدين قلاوون. ثم ذهب ثلاثة آلاف جندي مصري للقبض على سنقر الأشقر والأمراء الموالين له ومن بقي معه، ومعهم أمر من سلطان مصر بالسلامة لمن يسلم نفسه للعدالة.
وتتابعت البشائر أو الرسائل إلى مصر بأخبار النصر المصري. فرح السلطان المنصور قلاوون كثيرًا وأمر بتزيين القاهرة والمدن المصرية الكبرى. وبدأت فترة حكم بني قلاوون الطويلة لمصر، والتي استمرت أكثر من قرن، كانت معظمها فترة ازدهار ومجد لم تشهدها مصر منذ عصور التحامسة والرعامسة.